# 小行星4062
小行星4062（英語：4062 Schiaparelli）是一颗围绕太阳公转的小行星。1989年1月28日，圣维托雷天文台在博洛尼亚发现了此天体。
这颗小行星的绝对星等为70.61124050558975等。